# جب أبيض شمالي
جب أبيض شمالي قرية سوريّة تتبع إداريّاً لمحافظة حلب منطقة منبج ناحية خفسة، بلغ تعداد سكانها (713) نسمة حسب التعداد السكاني لعام 2004.